# اچ‌ام‌اس جکل (۱۸۴۴)
اچ‌ام‌اس جکل (۱۸۴۴) (به انگلیسی: HMS Jackal (1844)) یک کشتی بود که طول آن ۱۴۲ فوت ۷ ۱⁄۴ اینچ (۴۳٫۵ متر) بود. این کشتی در سال ۱۸۴۴ ساخته شد.